# Ameropa
Ameropa — швейцарський агрохолдинг зі штаб-квартирою в Біннінгені, Швейцарія, який займається глобальним розподілом добрив і зернових. Компанія була заснована в 1948 році Артуром Зіві та його сином Феліксом Зіві. Андреас Зіві є головою компанії. Вона працює в більш ніж 30 країнах на всіх континентах.

## Історія
Артур і його син Фелікс Зіві заснували Ameropa в 1948 році. Спочатку компанія зосередилася на імпорті зернових в Європу та експорті європейських добрив до Сполучених Штатів. У тому ж році в Австрії було створено дочірнє підприємство під назвою Prochaska & Cie.
У 1950-х роках Ameropa вийшла на ринок зернових Південної Америки та отримала членство у Європейському агентстві з продажу пшениці та кукурудзи від Association de Cooperativas Argentinas. Як одна з перших компаній, Ameropa почала імпортувати бразильську сою в Європу в 1959 році.
У 1970-х Ameropa заснувала свою другу дочірню компанію AgriNégoce у Франції. До 2007 року в AgriNégoce працювало понад 130 людей, а продажі становили понад 120 мільйонів євро. У 2016 році AgriNégoce було продано французькій сільськогосподарській компанії Axéréal. На початку 1990-х Ameropa розширила свою діяльність на Німеччину, Угорщину, Словаччину, Росію, Білорусь, Китай та Бразилію. Андреас Зіві, син Фелікса Зіві, був призначений генеральним директором компанії в 1995 році. У 1997 році Ameropa була партнером-засновником хімічної торгової компанії Kolmar, яка пізніше була продана керівництву Кольмара.
У червні 2008 року компанія надала 70 мільйонів доларів компанії MagIndustries для розвитку її калійного проєкту в Республіці Конго. У той час компанія також мала 9,4 % акцій MagIndustries.
Найбільше придбання компанією було здійснено в 2012 році, коли Ameropa Holding придбала румунську фабрику азотних добрив Azomures і портовий термінал Констанца, Chimpex.
До кінця 2016 року компанія розширила свою діяльність до 31 країни, включаючи центри розподілу в різних країнах, наприклад, Сербія, Румунія, Угорщина, Австралія та США.